# Lina Jaunez
Lina Jaunez, née le 5 novembre 1798 à Paris où elle est morte le 28 juin 1865, est une peintre française.

## Biographie
Caroline Jaunez-Sponville est la fille de Pierre Ignace Jaunez-Sponville, négociant et littérateur, et d'Élisabeth Adélaïde Mathis.
Son frère Octave Jaunez-Sponville sera historien.
Elle est professeur de dessin (de perspective) pour les dames, à l'Athénée des Beaux Arts.
Elle accompagne de son compte rendu le cours de Joachim Giraldès : l'Anatomie appliquée aux arts.
Elle meurt célibataire à l'âge de 66 ans, à son domicile de la rue de l'Oratoire.

## Œuvres exposées aux Salons parisiens
- Portrait de Mme E., au Salon de 1833, dessin
- Vue des ruines de Saint-Thomas-du-Louvre et de l'hôtel Longueville, au Salon de 1833
- Étude d'arbres ; effet d'automne, au Salon de 1833
- Portrait de Mlle L. V., au Salon de 1834, dessin
- Vue prise à Thiers (Puy-de-Dôme), au Salon de 1834
- Vues prises à Montalais, près de Sèvres, au Salon de 1834

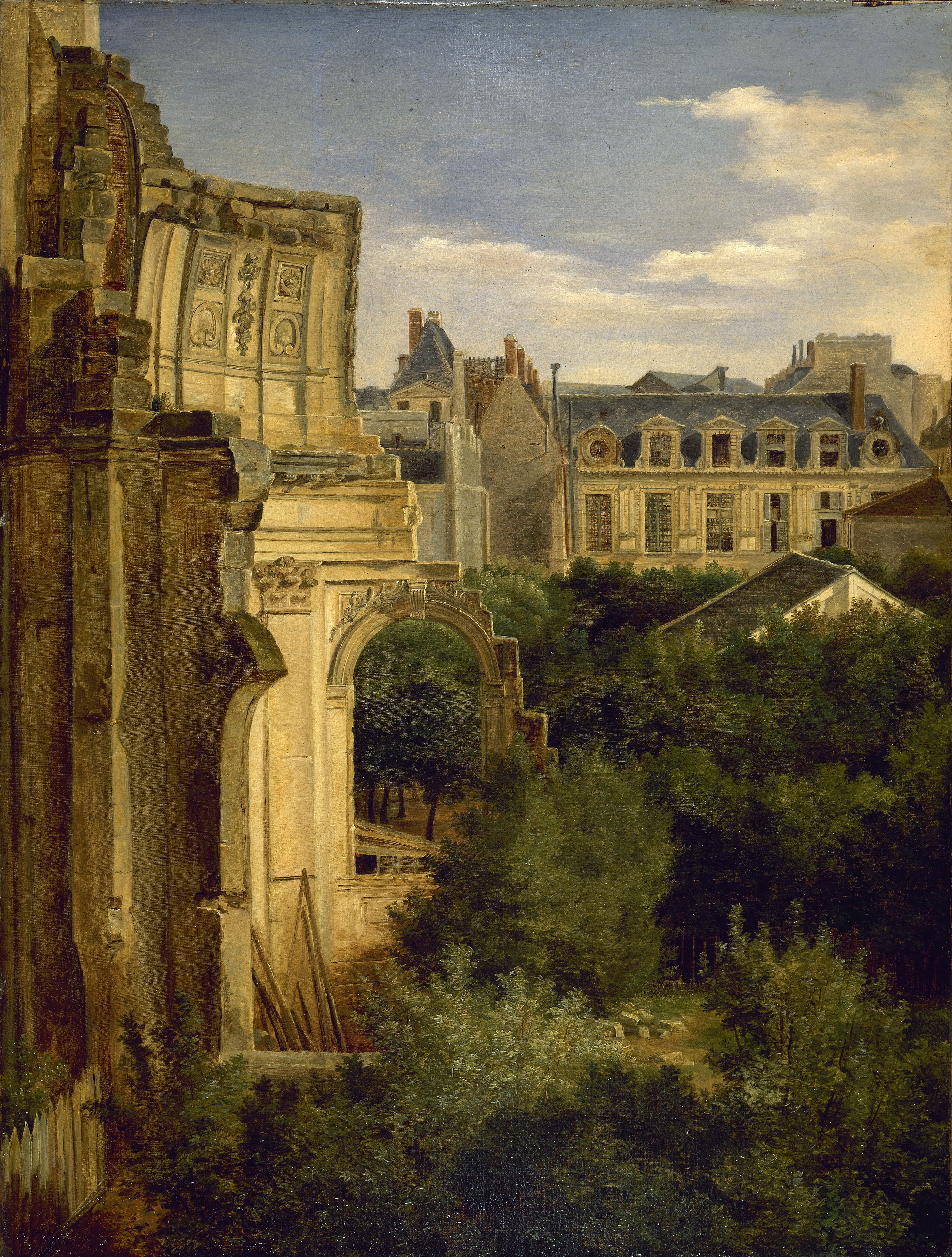
Vue des ruines de Saint-Thomas-du-Louvre et de l'hôtel Longueville, Salon de 1833, musée Carnavalet
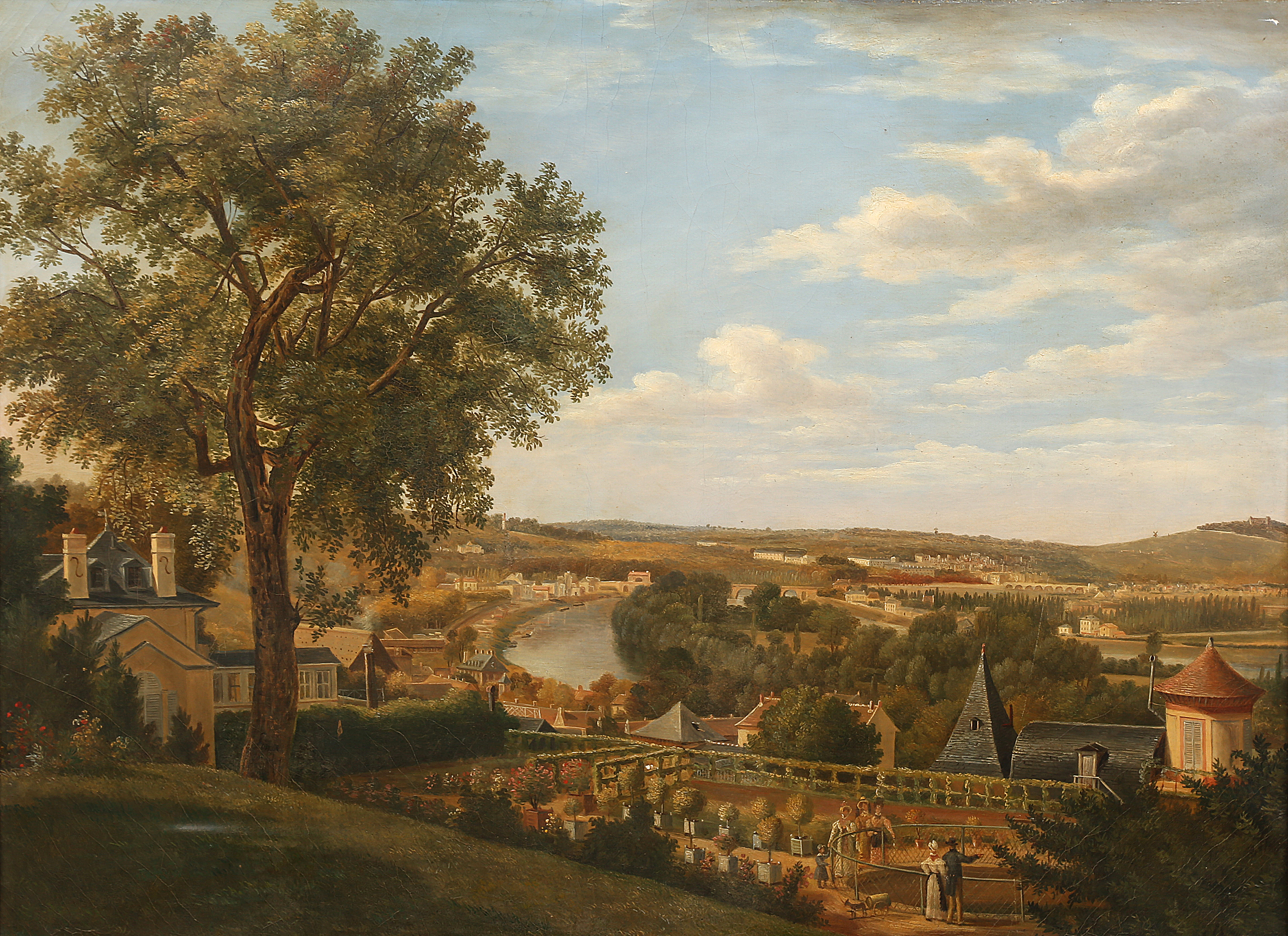
Vue prise à Montalais, près de Sèvres, Salon de 1834